# Adelfogamia

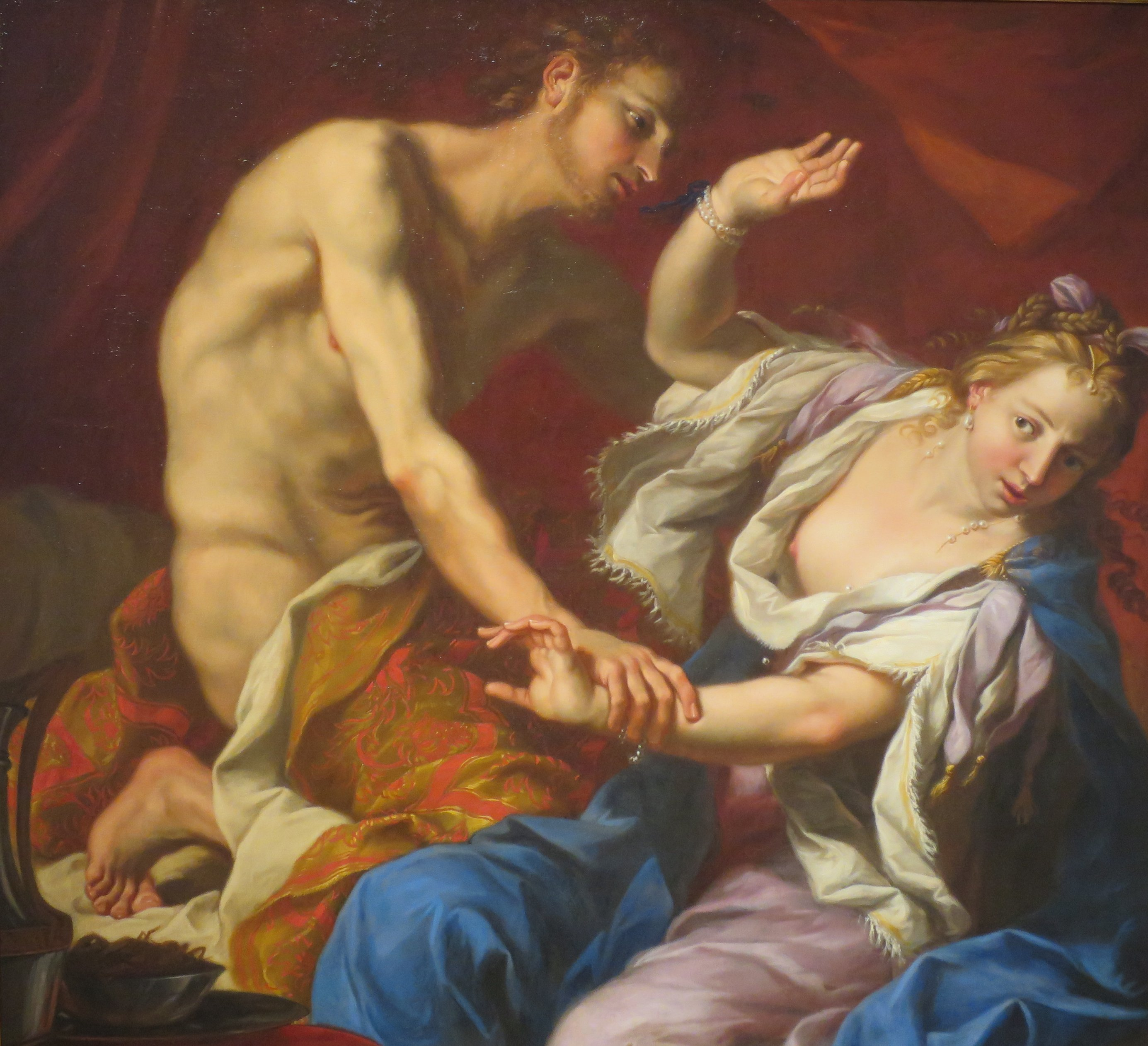
Amnon e Tamar são irmãos que cometem incesto.

A adelfogamia é uma forma de parceria sexual entre irmãos eucariotos, por exemplo em algumas espécies de fungos, angiospermas ou formigas, ou em humanos.
Em sociologia, o termo adelfogamia também pode se referir à poliandria fraterna ou a uma relação incestuosa entre um irmão e uma irmã.